# 1856
Cette page concerne l'année 1856 (MDCCCLVI en chiffres romains) du calendrier grégorien.
L'année 1856 est une année bissextile qui commence un mardi.

## Événements

### Afrique
- 7 janvier : fin de la présidence de Joseph Jenkins Roberts, le premier président du Liberia. Stephen Allen Benson lui succède[1].
- 14 janvier : traité entre les Britanniques et les rois Bell et Akwa pour installer une cour d’équité à Duala, au Cameroun[2].
- Janvier : début de la première des six expéditions de Du Chaillu au Gabon et jusqu’aux sources de l’Ogooué (janvier-avril 1856, juillet-août 1856, 5 février 1857-août 1858, octobre 1858-1er janvier 1859, février-mai 1859, et 1863-1865)[3].

- 4 avril : extension du protectorat britannique en Gold Coast[4] à l’Akwapim, à Krobo et à Krepi.

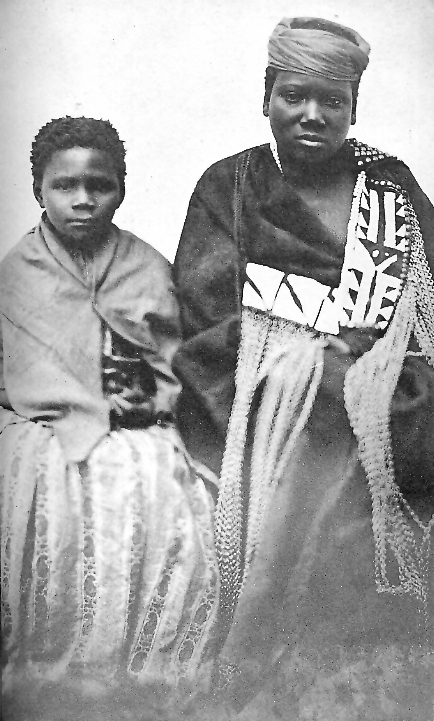
Nonkosi et Nongqawuse

- Avril : prophétie d’une jeune fille xhosa de seize ans, Nongqawuse, qui déclare avoir eu des visions et être chargé d’un message d’émancipation. Des troupes invincibles venus d’au-delà des mers viendraient bientôt aider les Xhosa à chasser les Britanniques. Les voix ordonnent également de ne plus cultiver la terre, de détruire les récoltes, de tuer et manger le bétail[5]. Sa prophétie exprime les rumeurs suscitées par la guerre de Crimée en 1854 qui fait penser aux Xhosa que les Russes vont les aider à combattre les Britanniques. Les Xhosa abattent de 150 000 à 400 000 têtes de bétail. La famine consécutive provoque la mort de 20 000 à 30 000 personnes ; 30 000 autres sont réduites à la mendicité. Sur une population de 100 000 à 150 000, il ne reste que 30 000 survivants sur les terres xhosa. Les colons blancs occupent les terres libérées et emploient les éleveurs xhosa, ruinés et résignés.

- 20 juin : prise de Diabigué[6]. Oumar Tall soumet les Diawara Sogone, les Peuls du Kingui et du Bakhounou[7]. Il achève la conquête du royaume bambara du Kaarta et réprime sévèrement les révoltes.

- 5 juillet : abolition de l’esclavage par le Portugal dans une partie de l’Angola[8].

- 9 août : victoire de Alpha Oumar, général d’Oumar Tall, à la bataille de Kassakeri sur l’armée du Macina[7].
- 19 août : Oumar Tall s’empare de Diangounté où s’est réfugié Karounga Diawara, roi du Diarra ; ce dernier s’enfuit à nouveau et les troupes d’Oumar Tall refluent vers l’ouest[9].
- 25 août : arrivée du missionnaire britannique William Ellis à Tananarive. Expulsés de Madagascar en 1828 par la reine Ranavalona Ire, les Britanniques commencent à s'y réinstaller. La rivalité avec les Français se développe, et les Britanniques réussissent, après les avoir fait accuser de complot contre la reine, à faire expulser leurs rivaux pour une brève période (15 juillet 1857)[10].

- Octobre : mort de Suuna II (en)[11]. Son fils Muteesa Ier est choisi par le katikiro (Ministre principal) au détriment de son frère Kiyimba comme roi (kabaka) du Bouganda (fin en 1884). Contesté dès son élection, il met six ans à éliminer les mécontents. Sous le règne de Muteesa Ier les premiers missionnaires protestants s’installent au Bouganda (1877).

- 27 novembre : départ du Caire du khédive d’Égypte Mohamed Saïd Pacha pour une visite au Soudan en compagnie de Ferdinand de Lesseps[12] (fin en février 1857). Il pense à évacuer la province reçue en viager puis décide de la conserver et s’efforce d’en confier la gestion à des administrateurs compétents. Il ordonne notamment une réforme de l’administration et de la fiscalité[13].

- 2 décembre : bataille de 'Ndondakusuka. Cetshwayo kaMpande devient roi des Zoulous[14].

- Le négus d’Éthiopie Théodoros II propose une réforme de l’Église comportant une réduction du nombre de clerc et la sécularisation d’une partie de ses biens. Devant la résistance des prêtres, il décide unilatéralement de confisquer les terres de l’Église en 1860. Les événements et sa mort l’empêchent de mettre sa réforme en application[15].
- Des cavaliers Zerma participent comme mercenaires à une razzia d'esclaves menés par les Dagomba au pays Gurunsi. Début des invasions Zerma dans le Gurunsi (1856-1900)[16].

#### Afrique du Nord
- 5 janvier : le vice-roi d’Égypte Mohamed Saïd Pacha signe l’acte de concession autorisant son ami Ferdinand de Lesseps à percer le canal de Suez[17]. Les Britanniques sont furieux.
- 30 septembre : la confrérie des Senousis établit sa capitale à Jaghbub[18], à la croisée des routes caravanières du Soudan, de Nubie, de Cyrénaïque et d’Égypte (1856-1895).

- Septembre : le gouvernement français persuade le célèbre magicien Jean-Eugène Robert-Houdin de sortir de sa retraite afin de l’aider à mettre un terme aux révoltes tribales dirigées contre le gouvernement colonial de la France en Algérie[19]. La France veut un magicien, car lesdites révoltes étaient menées par des magiciens (marabouts).

- 28 octobre : une soixantaine de chefs de tribu algériens se sont rassemblés au théâtre Bab Azoun d’Alger pour assister au spectacle de Robert-Houdin. Terrorisés par son art, les chefs de tribu fuient le théâtre[19].
- 31 octobre : une trentaine de chefs tribaux algériens les plus puissants offrent à Robert-Houdin un manuscrit enluminé louant son art et promettant leur indéfectible allégeance à la France[19].

- 9 décembre : traité commercial entre le Maroc et la Grande-Bretagne, aboutissement du travail diplomatique du consul britannique auprès du sultan depuis 1844, Drummond-Hay. Les Anglais obtiennent des privilèges[20].

- Mohamed Saïd Pacha institue en Égypte un système de conscription obligatoire et d’un service militaire d’une durée limitée[21].

### Amérique
- 7 mars : traité « d’amitié, de commerce et de coopération » entre le Brésil et l’Argentine signé à Paraná[22].

- 11 avril : deuxième bataille de Rivas[23]. William Walker est battu au Nicaragua par les troupes du Costa Rica.

- 21 mai, guerre civile au Kansas : sac de Lawrence par les pro-esclavagistes. Dans la nuit du 24 au 25 mai cinq pro-esclavagistes sont massacrés à Pottawatomie par des abolitionnistes dirigés par John Brown, en réaction au sac de Lawrence[24].

- 2 juin : bataille de Black Jack entre pro-esclavagistes et abolitionnistes au Kansas[25].
- 25 juin : loi Lerdo promulguée par les libéraux au pouvoir au Mexique. La propriété collective est supprimée, l’Église doit vendre ses biens fonciers, les Indiens se voient interdire la propriété communale. Elle favorise la constitution de grand domaines fonciers au détriment des petits paysans[26].

- 25 août : Daniel Woodson (en), gouverneur intérimaire du Kansas, pro-esclavagiste, décrète l’état de guerre au moment[27] où les opposants à l’entrée du Kansas dans l’Union comme État esclavagiste déclenchent la guérilla.
- 30 août : bataille de Osawatomie entre pro-esclavagistes et abolitionnistes au Kansas[24].

- 19 octobre : nouvelle constitution au Pérou qui provoque une guerre civile qui éclate dans la nuit du 31 octobre au 1er novembre à Arequipa (fin en 1858)[28].

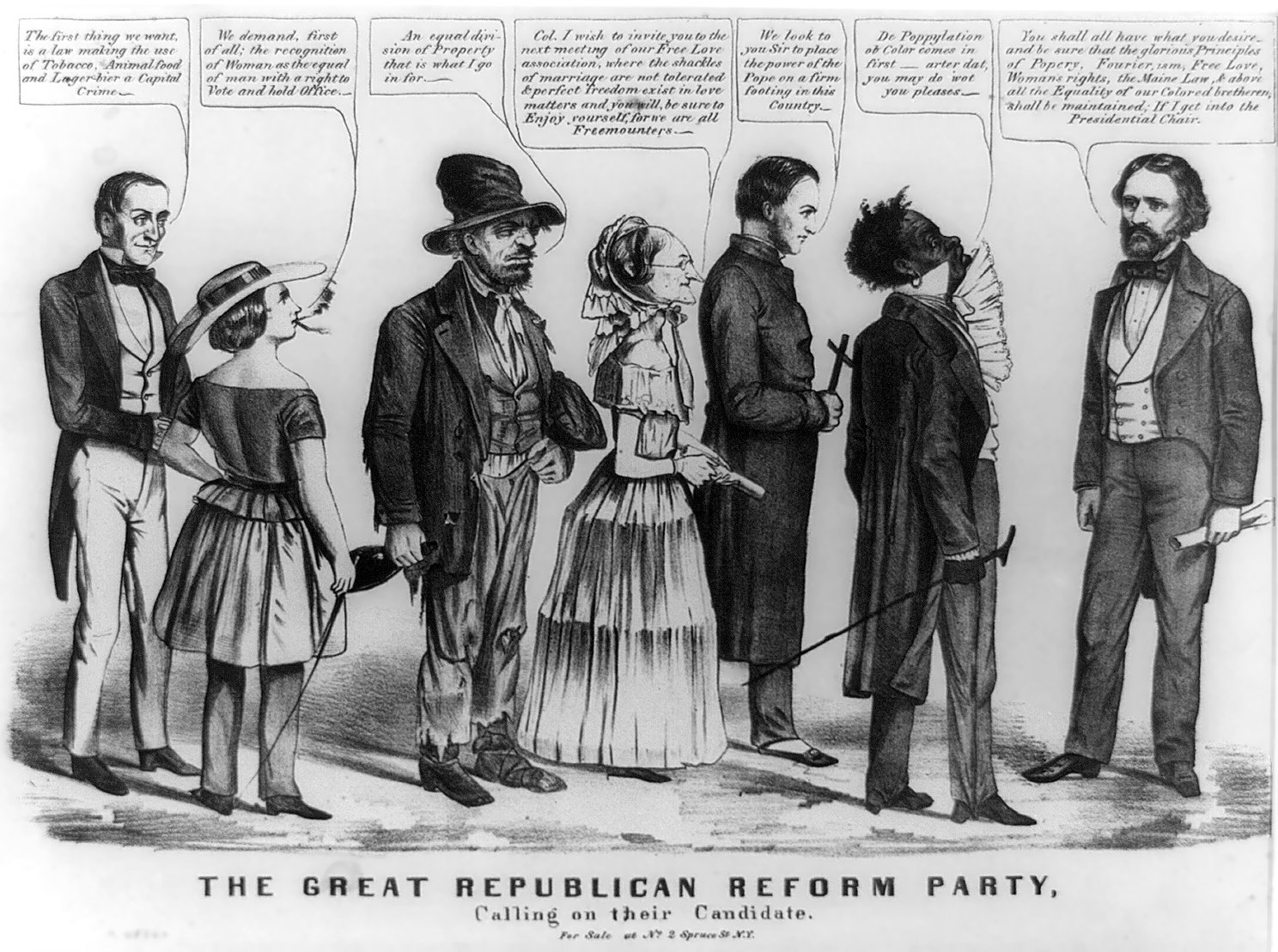
Campagne électorale aux États-Unis : Frémont, candidat républicain, face à ses électeurs

- 4 novembre : victoire du démocrate James Buchanan à l’élection présidentielle aux États-Unis[29].
- 23 novembre : bataille de San Juan del Sur[30].

### Asie et Pacifique
- 13 février : les Britanniques annexent l’Aoudh, mettant fin à la prévarication du chef tribal Ali Chah[31]. L’Aoudh fournit un important contingent à l’armée du Bengale.
- 18 février : promulgation du Hatti-Humayoun, édit de réforme du Tanzimat qui reconnaît l’égalité civile et politique de tous les habitants de l’Empire ottoman, quelle que soit leur religion[32].
- 29 février, Chine : dans le Guangxi, le missionnaire français Auguste Chapdelaine (quarante-deux ans), meurt martyr sous la torture, avec un groupe de chrétiens qu'il avait baptisés[33].

- 24 mars : traité de paix de Thapathali entre le Tibet et le Népal[34].
- Mars : un Bureau de traduction (Bansho shirabe sho) est créé au Japon (ouvert en février 1857)[35].

- 19 mai : plus d’un millier de musulmans (Hui) sont massacrés à Kunming et dans ses environs. Début de la révolte des musulmans du Yunnan, qui établissent une gouvernement séparatiste dans la ville de Dali (fin en 1873)[36].

- 8 juin, Australie : 194 habitants de Pitcairn, descendants des mutinés du Bounty accostent à Norfolk[37]. La déportation de forçats vers Norfolk est suspendue : l’élevage attire des colons libres en si grand nombre que les colonies australiennes réclament l’arrêt des déportations.

- 25 juillet : General service Enlistment Act, mesure mettant fin au privilège des sepoys (cipayes) de l’armée du Bengale qui les dispensait du service outre-mer, leur permettant d’éviter de violer un interdit religieux[38]. Cette même année, le fusil Lee-Enfield est introduit dans les régiments de l’EIC. L’emballage des cartouches doit être déchiré avec les dents, ce qui provoque un contact avec la graisse de vache (sacrilège pour les Hindous) ou de porc[39].

- 21 août : le premier consul étranger (américain), Townsend Harris, arrive à Shimoda, au Japon[40].

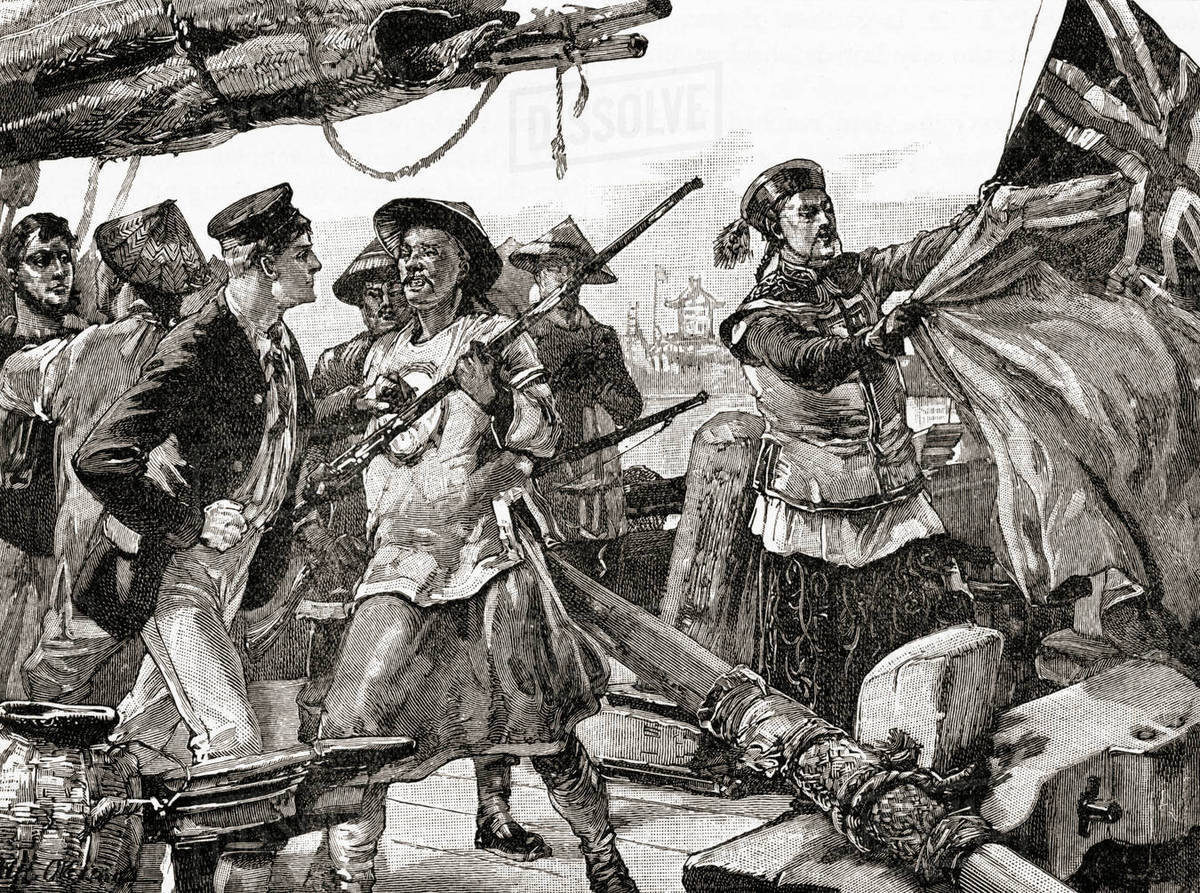
8 octobre : l’incident de l’Arrow déclenche la seconde guerre de l'opium.

- 2 septembre, Chine : Wei Changhui et Qin Rigang assassinent Yang Xiuqing et ses partisans. Début du massacre de Tianjing[41]. De sanglantes purges affaiblissent le Royaume céleste. Dans le Jiangxi, les Taiping font régner un ordre égalitariste, interdisent l’esclavage, le jeu et l’opium, et déclenchent une chasse aux étrangers et aux Mandchous. Ils s’aliènent le soutien de l’élite intellectuelle en rejetant le confucianisme. Les chefs Taiping s’entredéchirent.
- 16 septembre : la corvette à vapeur Catinat se présente devant Tourane pour remettre une dépêche du consul Charles de Montigny à l’empereur d’Annam, afin de l’inviter à négocier un traité d’amitié, de commerce, de navigation et de religion avec la France. Tự Đức refuse de lire les lettres et de ravitailler le navire. Le commandant fait canonner le fort de Tourane en représailles[42].

- 8 octobre : la marine chinoise arraisonne l’Arrow, un bâtiment chargé d’opium, bien qu’il battait pavillon britannique, dans la rivière de Canton. Douze membres de l’équipage sont accusés de piraterie. Par provocation, les Britanniques revendiquent le navire et accusent la Chine d’abus de pouvoir. Le 23 octobre, sur ordre du gouverneur de Hong Kong John Bowring, l’amiral Seymour prend les forts du fleuve et bombarde de Canton[43]. L’affaire s’envenime. Londres obtient le soutien de la France, de la Russie et des États-Unis. Après la prise de Canton en 1857, le Royaume-Uni et la France exercent une pression militaire sur le nord de la Chine. Début de la seconde guerre de l'opium (fin en 1860).
- 19 octobre : le sultan de Mascate Saïd ben Sultan al-Busaïd meurt en mer au retour d’un séjour de deux ans à Mascate[44]. La guerre de succession qui oppose ses fils affaiblit son empire. Thuwaïni ibn Saïd monte sur le trône de Mascate, mais ses deux frères, Bargach et Madjid se disputent pendant trois ans le trône de Zanzibar[45].

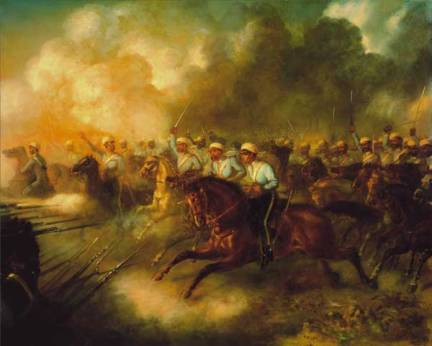
9 décembre : les troupes indo-britanniques attaquent Bushehr en Perse.

- 25 octobre : les troupes Perses s’emparent d’Herat[46].

- 1er novembre : la Grande-Bretagne déclare la guerre à la Perse aussitôt après la prise d’Herat (fin le 4 avril 1857)[47]. Le chah, qui ne reçoit ni le soutien de la population, ni celui des religieux, est contraint de négocier.
- 12-13 novembre : victoire navale britannique sur les Chinois à la bataille de la Bogue[43].
- 17 novembre : traité entre le sultan de Mascate et le chah de Perse, renouvelant le bail au sultan de Bandar Abbas, Qeshm et Ormuz[48]. Profitant du déplacement de la cour omanaise à Zanzibar, les Perses avaient pris le contrôle des principaux ports du Golfe Persique. Une médiation britannique évite le conflit et aboutit à un traité de paix.

- 14 décembre : le vice-roi de Canton fait incendier les factoreries de la ville et les Européens doivent se retirer à Macao ou à Hong Kong[43].

### Europe
- 9 janvier-11 février : conférences de Constantinople[49].
- 1er février (20 janvier du calendrier julien) : préliminaires de paix signés à Vienne[50]. Fin de la Guerre de Crimée.

- 25 février : ouverture entre tous les belligérants de la guerre de Crimée de la conférence de Paris clôturant la guerre de Crimée (fin le 8 avril)[49].

- 30 mars : traité de Paris entre la Russie et l’Empire ottoman imposé par les puissances occidentales[50].
  - Il marque la fin de la guerre de Crimée, brise l'isolement de la France, place l'Empire ottoman sous la garantie des puissances européennes, et neutralise la mer Noire et les Détroits.
  - Interdiction aux Russes de conserver une flotte en mer Noire et des bases sur ses côtes.
  - La Moldavie et la Valachie sont replacées sous la suzeraineté ottomane (les Autrichiens les évacuent dans l’année).
  - Le Sud de la Bessarabie est cédé à la Moldavie par les Russes.
  - La navigation sur le Danube est internationalisée et contrôlée par une « Commission européenne du Danube » siégeant à Galatz.
  - Charles XV de Suède obtient la démilitarisation des îles Åland par la Russie.

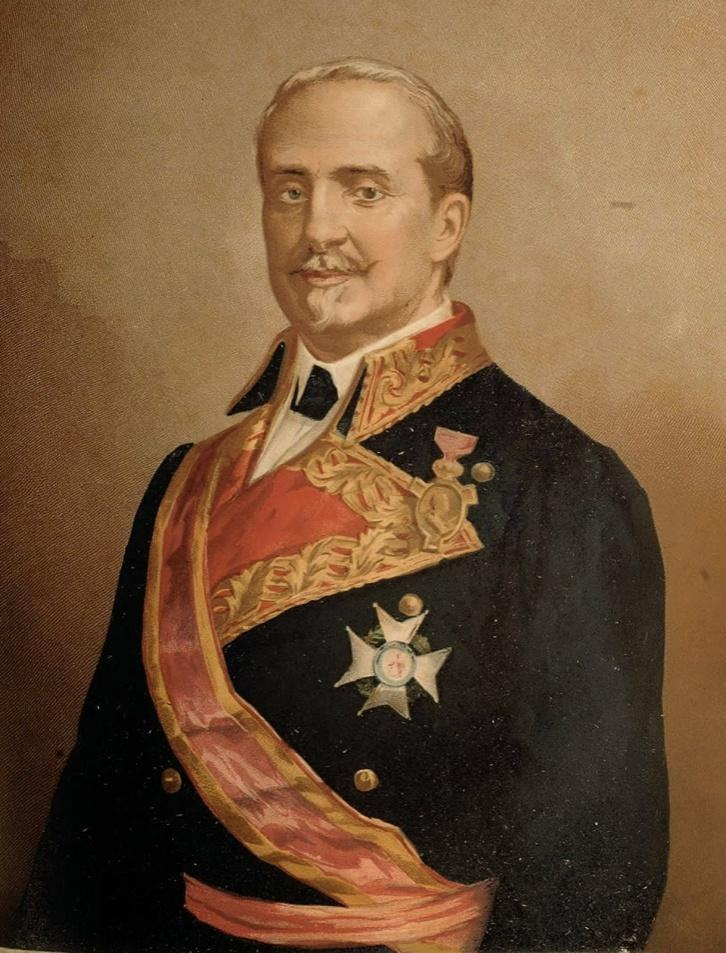
14 juillet : en Espagne, le pouvoir passe à une coalition libérale entre modérés et progressistes conduite par Leopoldo O'Donnell (1856-1863). Véritable trêve politique, elle permet un rétablissement économique et l’amorce d’une politique étrangère ambitieuse.

- 8 avril : clôture du congrès de Paris. Napoléon III se tourne vers la Grande-Bretagne libérale et vers le Piémont dont le ministre Camillo Cavour est le porte-drapeau des ambitions nationales du Risorgimento, ambitions qu’il exprime lors de la séance de clôture du congrès en posant la question italienne[51].
- 11 avril (30 mars du calendrier julien)[52] : le tsar de Russie se prononce pour une réforme du servage[53]. Il entend également réformer l’administration locale, la justice, l’enseignement et l’armée.
- 16 avril : déclaration internationale interdisant la Course (piraterie officielle). La France, le Royaume-Uni, la Russie, la Prusse, l'Autriche, la Sardaigne et la Turquie, réunis à Paris, signent une déclaration d'abolition de la « course en mer » (corsaires)[50].

- 27 mai (15 mai du calendrier julien) : amnistie de plusieurs milliers de Polonais déportés en Sibérie[54].

- 14 juillet : Leopoldo O'Donnell, Premier ministre en Espagne[55].
- 2 septembre : coup d’État royaliste en Suisse contre les républicains à Neuchâtel[56]. Son échec entraîne la rupture des relations helvético-prussiennes (le canton vassal du roi de Prusse est républicain).

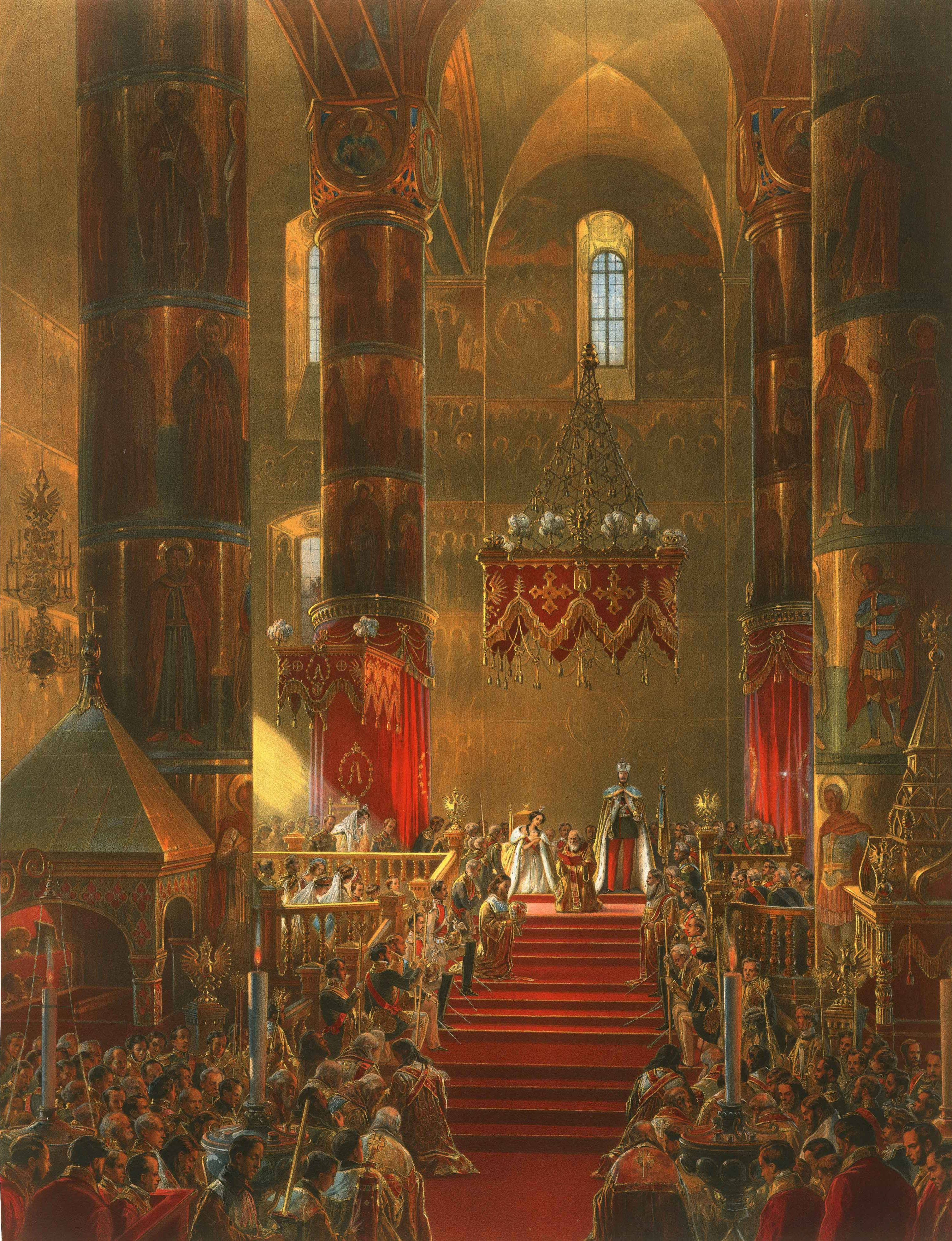
7 septembre : couronnement d’Alexandre II de Russie.

- 28 octobre : rupture des relations diplomatiques du royaume des Deux-Siciles avec la France et le Royaume-Uni. Les deux puissances sanctionnent Ferdinand II des Deux-Siciles qui n’a pas tenu compte des remontrances sur ses méthodes de gouvernement[57].
- 27 novembre : Coup d'État de 1856 au Luxembourg
- 1er décembre, Royaume-Uni : application du County and Borough Police Act[58], loi sur la police des comtés et des villes, organisant un corps de police professionnel[59].
- 2 décembre : traité de Bayonne qui précise la frontière entre l’Espagne et la France[60].

- Constitution à Saint-Pétersbourg d’un comité de secours aux Slaves. La Russie, après son recul dans les Balkans au lendemain de la guerre de Crimée, entend mener une politique panslaviste plus active pour développer le sentiment national en Autriche-Hongrie et dans l’Empire ottoman[61].
- Le prince Alexandre Bariatinsky est nommé commandant du Caucase ; il dirige une puissante armée contre Chamil qui se rend le 25 août 1859 (fin des guerres du Caucase)[62].

## Naissances en 1856
- 5 janvier : Maxime Faivre, peintre français († 5 janvier 1941).
- 6 janvier :
  - Martin Feuerstein, peintre germano-alsacien († 13 février 1931).
  - Giuseppe Martucci, compositeur, chef d'orchestre, professeur et pianiste italien († 1er juin 1909).
- 7 janvier : Richard Caton Woodville, peintre et illustrateur britannique († 17 août 1927).
- 12 janvier :
  - Sophie de Niederhausern, peintre paysagiste suisse  († 4 janvier 1926).
  - John Singer Sargent, peintre américain († 14 avril 1925).
- 15 janvier : Paul de Favereau, homme politique belge († 26 septembre 1922).
- 21 janvier : Édouard Crémieux, peintre français († mai 1944).

- 4 février :
  - Charles Frechon, peintre français († 2 février 1929).
  - Paul-Napoléon Roinard, peintre, librettiste et poète libertaire français († 26 octobre 1930).
- 11 février :
  - Etienne Girardot, acteur anglais († 10 novembre 1939).
  - Hirase Sakugorō, botaniste et peintre japonais († 4 janvier 1925).
- 15 février : Emil Kraepelin, psychiatre allemand († 1926).
- 17 février : J.-H. Rosny aîné, écrivain d'origine belge († 11 février 1940).
- 20 février : Eduardo Leon Garrido, peintre français d'origine espagnole († 24 février 1949).
- 26 février : Louis Vallet, aquarelliste et illustrateur français († 1940).
- 27 février : Félix Lacaille, peintre, dessinateur et illustrateur français († 21 septembre 1923).
- 28 février :
  - Louis Beysson, peintre et écrivain français († 7 juillet 1912).
  - Eva Dell'Acqua, chanteuse et compositrice belge d'origine italienne († 12 février 1930).
  - Richard Mühlfeld, clarinettiste allemand († 1er juin 1907).

- 3 mars : Howard Russell Butler, scientifique, juriste et peintre américain († 1934).
- 14 mars : George-Daniel de Monfreid, peintre français († 26 novembre 1929).
- 16 mars :
  - Tancrède Auguste, homme politique et militaire haïtien († 2 mai 1913).
  - Eugène-Louis Bonaparte, prince impérial héritier des Bonaparte († 1er juin 1879).
- 17 mars : Mikhaïl Vroubel, peintre russe († 14 avril 1910).
- 20 mars :
  - John Lavery, peintre portraitiste irlandais († 10 janvier 1941).
  - Josef Franz Wagner, compositeur autrichien († 5 juin 1908).
- 25 mars : Martin Powell, joueur de baseball américain († 5 février 1888).
- 26 mars : William Massey, premier ministre néo-zélandais († 10 mai 1925).

- 1er avril : Charles Maurin, peintre et graveur libertaire français († 18 juin 1914).
- 2 avril : Auguste Emile Bellet, peintre français († 1911).
- 6 avril : Édouard Bisson, peintre français († 1939).
- 10 avril : Jules Girardet, peintre et illustrateur français d'origine suisse († 25 janvier 1938).
- 18 avril : Arturo Petrocelli, peintre italien († après 1916).
- 19 avril : Marie Diéterle, peintre française († 26 mai 1935).
- 21 avril : Rose Maynard Barton, peintre irlandaise († 1929).
- 24 avril :
  - Maurice Dainville, peintre français († 22 janvier 1943).
  - Henri-Philippe Pétain, maréchal de France et homme d'État († 23 juillet 1951).
  - Mary Alice Willcox, zoologiste américaine († 4 juin 1953).
- 25 avril : Adolphe Marais, peintre français  († 17 février 1940).

- 3 mai :
  - Liudvika Didžiulienė, écrivaine et militante lituanienne († 25 octobre 1925).
  - Alexandre de Riquer, peintre, affichiste, écrivain et poète espagnol († 13 novembre 1920).
- 5 mai : Hanifa Malikova, une des premières femmes musulmanes du Caucase à recevoir une éducation laïque († 2 mai 1929).
- 6 mai : Sigmund Freud, neurologue et psychanalyste autrichien († 23 septembre 1939).
- 11 mai : Eugène-Jules Eudes, aquarelliste français († 26 janvier 1938).
- 15 mai : Lyman Frank Baum, écrivain, acteur et réalisateur américain († 6 mai 1919).
- 16 mai : Francis Stillman Barnard, homme politique canadien († 11 avril 1936).
- 20 mai : Henri-Edmond Cross, peintre français († 16 mai 1910).
- 23 mai : François Gonnessiat, astronome français († 17 octobre 1934).
- 24 mai : Antoine Auguste Thivet, peintre français († 17 janvier 1927).
- 28 mai : Charles Lebayle, peintre et dessinateur français († février 1898).

- 1er juin : Władysław Ślewiński, peintre polonais († 27 mars 1918).
- 8 juin : Antoine Banès, compositeur français d'opérettes et de ballets († 9 janvier 1924).
- 10 juin : Alexandre Charpentier, sculpteur, médailleur, ébéniste et peintre français († 4 mars 1909).
- 13 juin : Édouard Gelhay, peintre français († 1939).
- 14 juin : Jean-Eugène Clary, peintre paysagiste français († 1929).
- 15 juin :
  - Henri Pinta, peintre français († 1944).
  - Franz Roubaud, peintre de batailles ukrainien († 13 mars 1928).
- 16 juin : Francis Barraud, peintre britannique († 29 août 1924).
- 17 juin : Konstantin Dumba, diplomate austro-hongrois puis autrichien († 6 janvier 1947)
- 21 juin : Asai Chū, peintre de paysages japonais († 16 décembre 1907).
- 23 juin : François Richard de Montholon, peintre français († 24 juin 1940).
- 24 juin : Vincenzo Caprile, peintre italien († 23 juin 1936).
- 30 juin : Ernest Clair-Guyot, peintre, illustrateur, lithographe et photographe français († 5 février 1938).

- 10 juillet : Nikola Tesla, inventeur et ingénieur américain d'origine serbe († 7 janvier 1943).
- 16 juillet : Jacob Smits,  peintre et aquafortiste néerlandais († 27 novembre 1928).
- 23 juillet : Arthur Bird, compositeur américain († 22 décembre 1923).
- 26 juillet :
  - Édouard Anseele : homme politique belge († 18 février 1938).
  - George Bernard Shaw, écrivain britannique d'origine irlandaise († 2 novembre 1950).
- 27 juillet : Étienne Martin, peintre compositeur et écrivain français († 6 mars 1945).
- 31 juillet : 
  - Henri Courselles-Dumont, peintre et graveur français († 26 novembre 1918).
  - Clémence Richey, peintre française († 18 décembre 1895).

- 1er août :
  - Frans Hens, peintre belge († 11 mai 1928).
  - Daniel Hernández, peintre péruvien († 23 octobre 1932).
- 3 août : Alfred Deakin, intellectuel, avocat et homme d'État britannique puis australien († 7 octobre 1919).
- 15 août : Frank Daniels, acteur américain († 12 janvier 1935).
- 19 août : Mario di Carpegna, homme politique italien († 3 novembre 1924).
- 20 août : Emilio Prud'Homme, avocat, homme politique, écrivain et enseignant dominicain († 21 juillet 1932).
- 24 août : Felix Mottl, chef d'orchestre et compositeur autrichien († 2 juillet 1911).
- 26 août :
  - Bianca Babb, pionnière américaine et ancienne captive des Comanches († 13 avril 1950).
  - Léon Frédéric, peintre belge († 25 janvier 1940).
  - Zaiyi, homme d'État chinois († 24 novembre 1922).
- 28 août : Édouard Ducros, peintre de marine français († 27 octobre 1936).
- 31 août : Augusto Sezanne, peintre, architecte, céramiste, dessinateur, lithographe et illustrateur italien († 5 mai 1935).

- 1er septembre : 
  - Louis-Ernest Dubois, cardinal français, archevêque de Paris († 23 septembre 1929).
  - John Redmond, homme politique britannique (irlandais) († 6 mars 1919).
- 3 septembre : Jules Gabriel Hubert-Sauzeau, peintre français († 30 mars 1927).
- 8 septembre : Gabriel-Charles Deneux, peintre français († 1944).
- 13 septembre : Ernest Gillet, compositeur et violoncelliste français († 6 mai 1940).
- 14 septembre : Francesco Sartorelli, peintre italien († 1939).
- 26 septembre : Leo Graetz, physicien allemand († 12 novembre 1941).
- 27 septembre : Louis-Auguste Girardot, peintre orientaliste et lithographe français († 22 avril 1933).

- 4 octobre : Francisco de Assis Rosa e Silva, homme d'État brésilien († 1er juillet 1929).
- 5 octobre : Nicola Barbato, homme politique et médecin italien († 23 mai 1923).
- 8 octobre : Victor von Herzfeld, compositeur et violoniste hongrois († 20 février 1919).
- 9 octobre : Sylvain Dupuis, musicien, chef d'orchestre, compositeur et pédagogue belge († 28 septembre 1931).
- 10 octobre : Luis Mazzantini, matador espagnol († 24 avril 1926).
- 13 octobre : Léon Coutil, peintre, graveur, archéologue et historien local français († 24 janvier 1943).
- 16 octobre :
  - William Jelley, peintre, sculpteur, poète et architecte belge († 5 octobre 1932).
  - Wally Moes, peintre et écrivaine néerlandaise († 6 novembre 1918).
- 29 octobre : Fernand Legout-Gérard, peintre de la Marine français († 14 août 1924).

- 11 novembre : Luigi Olivetti, peintre et graveur italien († 1941).
- 13 novembre : Eugênio Luis Müller, homme politique brésilien († 29 mai 1936).
- 14 novembre : Étienne Lapeyrère, botaniste français.
- 18 novembre : Joseph-Émile Millochau, peintre français († 28 mars 1934).
- 19 novembre : Józef Ryszkiewicz (père), peintre polonais († 19 mai 1925).
- 23 novembre : Augusto Ciuffelli, homme politique italien († 6 janvier 1921).
- 25 novembre : Sergueï Taneïev, compositeur russe († 19 juin 1915).
- 27 novembre : Gaston Jobbé-Duval, peintre français († 20 avril 1929).
- 29 novembre : Theobald von Bethmann-Hollweg, homme politique (chancelier) allemand († 2 janvier 1921).

- 2 décembre : Robert Kajanus, compositeur et chef d'orchestre finlandais († 6 juillet 1933).
- 6 décembre :
  - Louise Catherine Breslau, peintre allemande naturalisée suisse († 12 mai 1927).
  - François Flameng, peintre, graveur et illustrateur français († 28 février 1923).
- 7 décembre : Josef Fanta, architecte, sculpteur et peintre austro-hongrois puis tchécoslovaque († 20 juin 1954).
- 12 décembre : Henry Moret, peintre français († 5 mai 1913).
- 13 décembre :
  - Étienne Couvert, peintre et graveur français († 18 août 1933).
  - Abbott Lawrence Lowell, juriste américain, professeur de science politique et président de l'université Harvard († 6 janvier 1943).
- 14 décembre : Henri-Julien Dumont, peintre, affichiste et graveur français († 3 novembre 1936).
- 17 décembre : Angelo Torchi, peintre italien macchiaiolo († 1915).
- 22 décembre : Paula Kravogl, écrivaine autrichienne († 21 août 1916).
- 24 décembre : Árpád Feszty, peintre hongrois († 1er juin 1914).
- 27 décembre : André Gedalge, compositeur et pédagogue français († 5 février 1926).
- 28 décembre :
  - Henri de Mérode-Westerloo, homme politique belge († 13 juillet 1908).
  - Woodrow Wilson, 28e président des États-Unis († 3 février 1924).
- 29 décembre :
  - Thomas Joannes Stieltjes, mathématicien néerlandais († 31 décembre 1894).
  - François Thévenot, peintre et illustrateur français († 18 mars 1943).
- 31 décembre :
  - Wojciech Kossak, peintre polonais († 29 juillet 1942).
  - Próspero Morales, homme politique guatemaltèque († 17 août 1898).

- Date précise inconnue :
  - Sardar Assad, révolutionnaire iranien († 1917)
  - Achille Carelli, peintre italien († 1936).
  - Louis de Caters, écrivain et propriétaire de haras français († 1932).
  - Paul-Laurent Courtot, peintre français († 1925).
  - Marie Desliens, peintre française († 1938).
  - Léon Garnier, compositeur et parolier français (†[1905).
  - Bio Guéra, prince guerrier wassangari, peuple du Nord Bénin († 17 décembre 1916).
  - Jeanne Guérard-Gonzalès, peintre française († 31 octobre 1924).
  - Charles Lundh, peintre norvégien († 1908).
  - Hermann Mandl, cavalier autrichien de saut d'obstacles († 6 mars 1922).
  - Attilio Pratella, peintre italien († 1949).
  - Henry R. Rose, homme politique américain († 1923).
  - María Stagnero de Munar, enseignante et féministe uruguayenne († 30 août 1922).
  - Apollinaire Vasnetsov, peintre et critique d'art russe puis soviétique († 1933).
  - Carles Gumersind Vidiella i Esteba, pianiste et compositeur espagnol († 4 octobre 1915).
  - Yu Kil-chun, homme politique coréen († 30 septembre 1914).
  - Édouard François Zier, peintre et illustrateur français († 1924).

## Décès en 1856
- 6 janvier : Nicolas-Charles Bochsa, musicien, compositeur, chef d'orchestre, éditeur et directeur de théâtre français (° 9 août 1789).
- 17 janvier : Thomas Attwood Walmisley, compositeur et organiste anglais (° 21 janvier 1814).
- 19 janvier : Zervas Diamantis, chef et homme politique macédonien (° 1790).
- 30 janvier : Solomon Quetsch, rabbin et talmudiste autrichien (° 13 octobre 1798).
- 31 janvier : Khendrup Gyatso, onzième dalaï-lama (° 19 décembre 1838).

- 5 février : Joseph Carrington Cabell, homme politique américain (° 28 décembre 1778).
- 9 février : Pierre Étienne Rémillieux, peintre français (° 1811).
- 25 février : Laurent Bai Xiaoman, laïc chinois, martyr chrétien, saint (° v. 1821).

- 19 mars : Ludovico Lipparini, peintre italien (° 17 février 1802).
- 23 mars : Jean-Baptiste-Joseph Duchesne, peintre français (° 8 décembre 1770).

- 27 avril : Louis Joseph César Ducornet, peintre français (° 10 janvier 1806).

- 17 mai : Karl von Inzaghi, homme politique autrichien (° 5 décembre 1777).

- 13 juin : Ventura Blanco Encalada, militaire, homme politique et homme de lettres chilien (° juillet 1782).

- 23 juillet : Theodor von Schön, homme d'État prussien (° 20 janvier 1773).
- 29 juillet : Robert Schumann, compositeur allemand (° 8 juin 1810).

- 5 août : Robert Lucas de Pearsall, compositeur anglais (° 14 mars 1795).
- 20 août : Philipp Jakob Riotte, compositeur allemand (° 16 août 1776).
- 21 août : Peter Josef von Lindpaintner, compositeur et chef d'orchestre allemand (° 9 décembre 1791).
- 24 août : William Buckland, paléontologue britannique (° 12 mars 1784).

- 1er septembre : William Yarrell, ornithologue et naturaliste britannique (° 3 juin 1784).
- 3 septembre : Honório Carneiro Leão, homme d'État, diplomate et juge brésilien (° 11 janvier 1801).

- 4 octobre : Alfred Victor du Pont, chimiste et industriel franco-américain (° 11 avril 1798).
- 6 octobre : Gustav Adolf Hippius, peintre estonien (° 12 mars 1792).
- 8 octobre : Théodore Chassériau,peintre français (° 20 septembre 1819).
- 10 octobre : Vicente López y Planes, écrivain et homme politique espagnol puis argentin (° 3 mai 1785).
- 12 octobre : Aline Alaux, peintre et dessinatrice française (° 31 janvier 1813).
- 17 octobre : Antoine Sartoris, peintre français d'origine italienne (° 25 avril 1794).
- 28 octobre : Paul Jourdy, peintre français (° 17 décembre 1805).

- 4 novembre : Paul Delaroche, peintre français (° 17 juillet 1797).
- 9 novembre : Etienne Cabet, théoricien communiste français (° 1er janvier 1788).
- 12 novembre : Nicolas Victor Fonville, peintre, lithographe et graveur français (° 30 novembre 1805).
- 13 novembre :
  - Ludwig Buchhorn, peintre et graveur allemand (° 18 avril 1770).
  - Charles de Linange, troisième prince de Linange (° 12 septembre 1804).
  - Johann Friedrich Joseph Sommer, journaliste, éditeur, juriste et homme politique allemand (° 26 janvier 1793).
- 21 novembre : Charles de Steuben, peintre français (° 18 avril 1788).
- 22 novembre : Albert Prisse, militaire, ingénieur, diplomate et homme d’État belge (° 24 juin 1788).

- 22 décembre : Jules-Claude Ziegler, peintre de l'école française, à Paris (° 16 mars 1804).

- Date précise inconnue :
  - Nicolas Sébastien Frosté, peintre français (° 21 août 1790).
  - Martha Ann Honeywell, artiste américaine handicapée (° 1856).
  - Kim Jeong-hui, calligraphe et homme politique coréen de la dynastie de Joseon (° 1786).
  - Nicolas Sébastien Maillot, peintre français, plus connu pour son activité de restaurateur de tableaux (° 1er juin 1771).
  - Pierre-Théodore Suau, peintre d’histoire français (° 1789).
  - Marcel Verdier, peintre français (° 20 mai 1817).
  - Konstantínos Zográfos, médecin, homme politique et diplomate grec (° 1796).